# Гідроізоляція

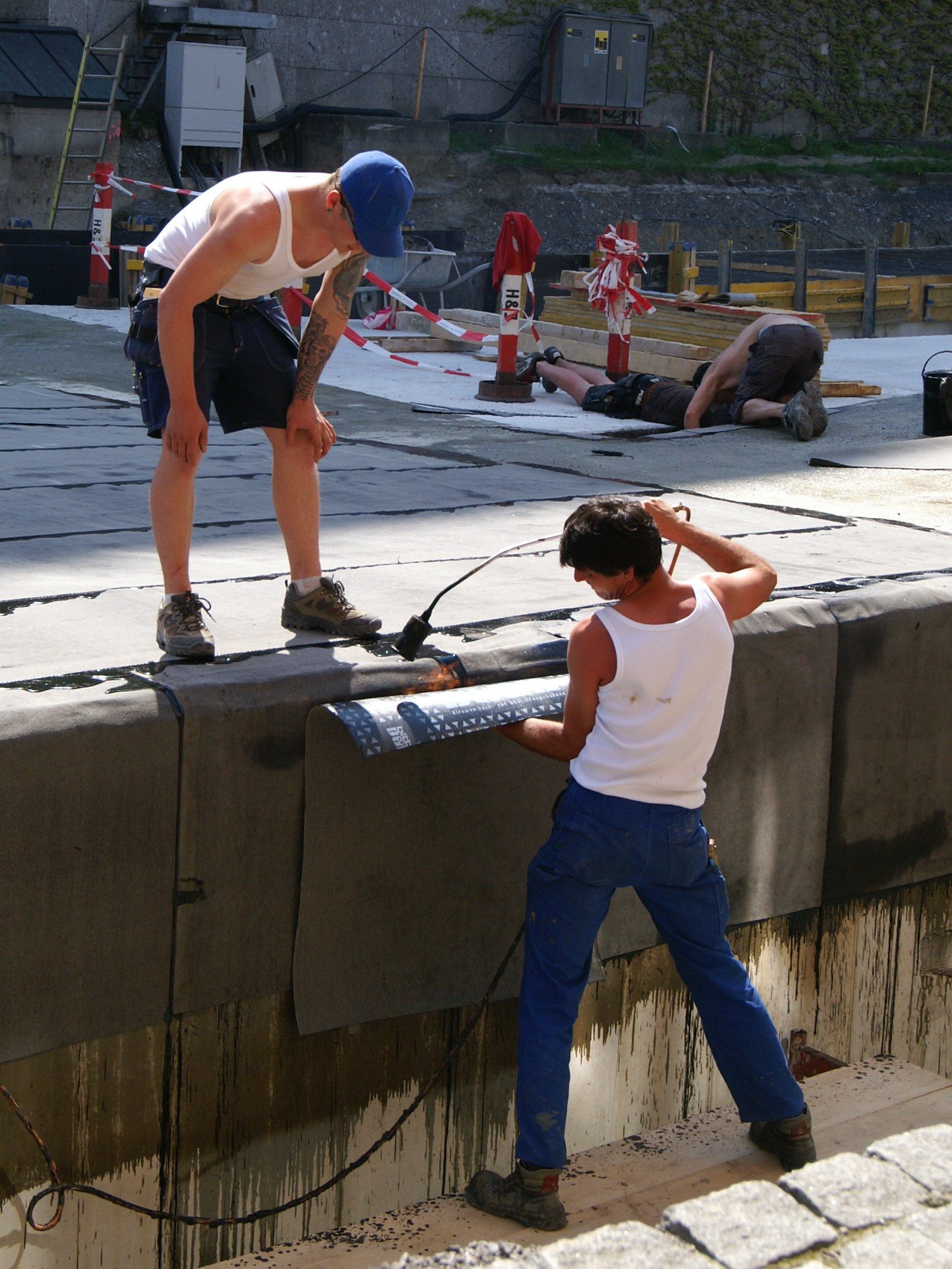
Монтаж обклеювальної гідроізоляції з листового бітуму

Гідроізоля́ція (від дав.-гр. ὕδωρ — «вода» та фр. isolation — «відокремлення, роз'єднання») — захист конструкцій будинків та споруд від проникнення та шкідливого впливу води, хімічно агресивних рідин, стічних вод тощо. Гідроізоляція дає змогу забезпечити нормальну експлуатацію будинків і споруд, підвищити їхню довговічність. Також гідроізоляцією називають і гідроізоляційні матеріали, тобто водонепроникні матеріали, які застосовуються для гідроізоляції.

## Класифікація
Розрізняють гідроізоляцію протифільтраційну та протикорозійну.
Протифільтраційною гідроізоляцією запобігають проникненню води у підземні та підводні споруди (підвали, шахти, транспортні тунелі тощо), просочуванню через підпірні гідротехнічні споруди (наприклад, греблі), а також витіканню її з басейнів, резервуарів, відстійників тощо.
Протикорозійною гідроізоляцією конструкції захищають від дії мінералізованих ґрунтових вод, морської води, стічних вод промислових підприємств, атмосферної вологи (наприклад, надземні металеві конструкції), а також від корозії, зумовленої блукаючими струмами (підземні металеві конструкції, підпори ЛЕП тощо).

### Спеціальна ізоляція
Гідроізоляція підземних споруд — захист гірничих підземних виробок від проникнення вод (ґрунтових, поверхневих, технічних), а також від їх руйнівного впливу на матеріал кріплення. Досягається застосуванням матеріалів кріплень з підвищеною водонепроникністю і за допомогою водонепроникних покриттів. Зокрема застосовують торкретування, металеві, клеєві, обмазувальні та інші покриття.
Гідроізоляція деревини — захист поверхні деревини, в тому числі просоченої, сумішами чи матеріалами, які запобігають зволоженню та вимиванню з них захисного засобу.

## Матеріали
Для гідроізоляції застосовують гідроізоляційні матеріали, залежно від яких розрізняють гідроізоляцію бітумінозну, пластмасову, металеву, цементну та комбіновану. За способом нанесення на поверхню конструкції гідроізоляція буває обклеювальна, фарбувальна, штукатурна, монтувальна, облицювальна, просочувальна і засипна.
Для обклеювальної гідроізоляції використовують одно- або багатошарові килими з рулонних матеріалів, що їх скріплюють з конструкцією водостійкою мастикою; для фарбувальної гідроізоляції — тонкі шари (1-3 мм) бітумних, полімерних або полімерно-бітумних мастик. В разі штукатурної гідроізоляції на конструкції наносять покриття (товщиною 2 см) з асфальтових розчинів та мастик, торкретбетону тощо. При монтувальній гідроізоляції до конструкції прикріплюють (зварюванням, склеюванням) металеві або пластмасові листи, сегменти тощо. Якщо виникає потреба в облицювальній гідроізоляції, застосовують водонепроникні плитки, керамічні блоки тощо, що їх наклеюють мастиками. Для просочувальної гідроізоляції використовують органічні в'яжучі речовини Ними просочують конструкції з пористих матеріалів (черепашнику, туфу тощо), а також конструкції, що зазнають інтенсивного механічного впливу (палі, тюбінги та ін.). Для засипної гідроізоляції у водонепроникні шари та порожнини конструкцій засипають гідрофобні (не змочувані водою) сипкі матеріали (наприклад, золу ТЕС, оброблену кремнійорганічною речовиною).